# Antoine Berman
Antoine Berman (1942-1991) – francuski tłumacz i historyk. Teoretyk przekładu, tłumacz z języka niemieckiego i hiszpańskiego. Jego zainteresowania badawcze to przede wszystkim historia przekładu, głównie przekład literacki w epoce niemieckiego romantyzmu. Swoje teorie przekładu oparł na kategoriach hermeneutycznych, a sam przekład literacki postrzegał jako ruch ku Obcemu, antyetnocentryczne dążenie do podkreślenia różnic, nie zaś tożsamości.

## Życiorys
Jako badacz i teoretyk przekładu rozwinął koncepcję „traductologie” (tzw. „hermeneutyki przestrzeni tłumaczeniowej”), która stanęła w opozycji do spopularyzowanej głównie w Niemczech w pierwszej połowie lat osiemdziesiątych tzw. „naukowej translatologii” jako gałęzi lingwistyki.
W roku 1984 w Collège International de Philosophie w Paryżu, Antoine Berman zaczął prowadzić swoje seminaria przekładoznawcze (dotyczące historii i teorii przekładu), z których ostatnie odbyło się w 1989 roku i dotyczyło analizy porównawczej poezji Johna Donne’a i Friedricha Hölderlina, co zaowocowało wydaniem niedokończonej (śmierć uczonego) Pour une critique des traductions: John Donne. Berman był również dyrektorem Centre Jacques-Amyot, paryskiej organizacji promującej i finansującej działalność przekładową (tłumaczenia, badania przekładu, terminologii oraz edycji tekstów dla różnych dziedzin życia, od przemysłu po naukę i dydaktykę).
Antoine Berman zadebiutował jako tłumacz w 1967 roku na łamach debiutanckiego numeru Le Déliante – Revue de poésie (czasopismo założone i redagowane przez Bermana) przekładem Fragmentów o poezji Novalisa. Berman kontynuował swoją karierę tłumaczeniową w latach siedemdziesiątych, publikując m.in. przekłady z języka hiszpańskiego, np. dzieła Roberta Arlta, Augusta Roa Bastosa, Manuela Scorzy, oraz przekłady z języka niemieckiego, np. Petera Härtlinga i Friedricha Schleiermachera (chociażby słynny wykład o sztuce tłumaczenia). W tłumaczeniach Berman manifestował postawę "widoczności" tłumacza, był zwolennikiem strategii wyobcowania. Według Bermana, tłumacz to ktoś znacznie więcej niż tylko neutralny pośrednik pomiędzy oryginałem a tekstem przetłumaczonym.

## Stowarzyszenie im. Antoine'a Bermana
W 1997 roku, w sześć lat po śmierci Bermana, Isabelle Berman, żona tłumacza, powołała Association Antoine Berman: les tâches de la traduction. Celem stowarzyszenia jest rozwój badań nad szeroko pojętym przekładem, rozwój Translation Studies, oraz ochrona spuścizny Antoine’a Bermana. Association Antoine Berman prowadzi działalność wydawniczą, wspiera i finansuje badania, jest fundatorem licznych stypendiów dla tłumaczy i teoretyków, historyków, badaczy przekładu, a także regularnie organizuje seminaria przekładoznawcze i pełni funkcję dydaktyczną. Członkowie założyciele stowarzyszenia to m.in. Jacques Derrida, Michel Deguy, Pierre Leyris oraz Jean-Christophe Bailly.

## Działalność badawcza

### Analityka przekładu
W swoim słynnym eseju zatytułowanym Przekład jako doświadczenie obcego (przekład Uty Hrehorowicz), tytuł oryginalny: La traduction comme l'épreuve de l'étranger, Antoine Berman przedstawia koncepcję przekładu literackiego jako „doświadczenia obcego” i odróżnia tłumaczenie literatury od tzw. przekładów nieliterackich. Berman uważa, że przekład literacki jest dużo bardziej podatny na „naturalizację”, która sprawia, że utracona zostaje esencja całego dzieła, czyli właśnie element obcy. Berman podaje przykład Hölderlina i jego przekładu Sofoklesa, w którym niemiecki poeta tłumacząc „uwalnia” dzieło („jego ukrytą w oryginale gwałtowność”) greckiego tragika w języku przekładu, stosując w tym celu liczne zabiegi podkreślające obcość utworu. Według Bermana jest to jedyny sposób na otworzenie czytelnikowi dostępu do tragedii Sofoklesa.
Swoje badanie systemu deformującego Antoine Berman nazywa „analityką przekładu” i podaje jej dwojakie znaczenie.
1. analiza kartezjańska (analiza tekstu/tłumaczenia krok po kroku),
2. analiza psychoanalityczna (kładzie nacisk na fakt, że system deformacji działa podświadomie).

Celem „analityki przekładu” jest ujawnienie sił deformujących i ukazanie w jaki sposób owe siły wpływają na tłumaczenie, innymi słowy stawiają opór, wypaczają element obcy i naturalizują dzieło.
Berman analizuje system deformacji tekstualnych obecnych w tłumaczeniach literackich i wyjaśnia dlaczego tłumacz nigdy nie jest wolny od przedstawionych czynników deformujących. Powodem tym jest etnocentryczna struktura każdej kultury i języka. Długa tradycja takiego podejścia sprawiła, że siły deformujące stały się nieodłączną częścią każdego przekładu. Berman wymienia 12 tendencji deformujących, nie wykluczając jednocześnie możliwości istnienia innych sił wpływających na przekład. Wymienione tendencje deformujące to:
1. racjonalizacja,
2. objaśnianie,
3. wydłużanie,
4. uszlachetnianie lub wulgaryzacja,
5. zubażanie jakościowe,
6. zubażanie ilościowe,
7. niszczenie rytmu,
8. niszczenie ukrytych sieci znaczeniowych,
9. niszczenie systematyczności językowych,
10. niszczenie sieci elementów rodzimych lub ich egzotyzacja,
11. niszczenie zwrotów i wyrażeń idiomatycznych,
12. zacieranie superpozycji języków.

#### Metodologia
Antoine Berman opiera swoje obserwacje na osobistym doświadczeniu w pracy tłumacza, głównie tłumaczeniu literatury latynoamerykańskiej oraz niemieckich romantyków na język francuski. Berman stworzył listę czynników deformujących i analizę przekładu na podstawie swoich badań przekładów klasyki literatury światowej. Podkreśla tym samym, że proponowana przez niego analiza jest w swojej naturze „tymczasowa” i w celu jej usystematyzowania niezbędne są dalsze badania i współpraca językoznawców, teoretyków poezji, tłumaczy z innych obszarów, zarówno językowych jak i literackich, a także psychoanalityków. Dodaje również, że owa negatywna analiza, skupiająca swoją uwagę na siłach deformujących, powinna zostać uzupełniona o analizę pozytywną, która brałaby pod uwagę działania mające na celu ograniczenie deformacji w przekładzie (ograniczenie wpływu sił deformujących).

#### Tendencje deformujące
Racjonalizacja
Pierwsza z 12 tendencji deformujących wymienionych przez Antoine’a Bermana. Dotyczy głównie struktur syntaktycznych oryginalnego tekstu. Jako siła deformująca, racjonalizacja wpływa na strukturę przekładu poprzez uporządkowanie jej zgodnie z założeniami danego języka. Innymi słowy, tam gdzie w oryginale występuje struktura zdaniowa niezgodna z założeniami języka docelowego, istnieje zagrożenie racjonalizowania owej struktury, zgodnie z zasadami języka przekładu.
Objaśnianie
Drugą w kolejności tendencją deformującą jest objaśnianie. Berman wyraźnie podkreśla, że jest ona konsekwencją racjonalizacji. Według Bermana istnieją obszary prozy, w których oryginalny tekst nie wymaga wyjaśniania, „porusza się w nieokreśloności”. Natomiast język przekładu stara się tę określoność wymusić, sprawić by to co niejasne w oryginale stało się przejrzyste i zrozumiałe w przekładzie.
Berman cytuje angielskiego poetę Galwaya Kinnella: „The translation should be a little clearer than the original” ("Przekład powinien być odrobinę jaśniejszy niż oryginał"), aby zwrócić uwagę na fakt, że większość tłumaczy traktuje objaśnianie jako oczywistą zasadę tłumaczenia i w istocie jest ono związane z procesem przekładu, ze względu na to, że jak zaznacza sam Berman: „wszelkie tłumaczenie niesie w sobie cząstkę wyjaśniania”.
Berman pokazuje, że objaśnianie można rozumieć dwojako, po pierwsze jako uwydatnienie elementów tekstu ukrytych w oryginale, co stanowi jedną z głównych sił przekładu.
Po drugie, w sensie negatywnym, objaśnianie ujawnia i wyjaśnia te elementy prozy, które w oryginale celowo pozostają niejasne. (np. przejście od polisemii do monosemii) Są to tzw. tłumaczenia parafrazujące albo eksplikatywne, których naturalną konsekwencją jest trzecia w kolejności tendencja deformująca.
Wydłużanie
Według Bermana istnieje tendencja, w której przekład jest dłuższy od oryginału. Dwie pierwsze tendencje deformujące sprawiają, że tekst przekładu ulega wydłużeniu w stosunku do oryginału. Berman określa tego rodzaju wydłużanie jako „puste”, a to oznacza, że zwiększa ono jedynie masę tekstualną przekładu, nie dodając nic istotnego, żadnych dodatkowych znaczeń czy ukrytej wymowy. W efekcie takiego działania tekst przekładu jest bardziej zrozumiały, lecz w gruncie rzeczy jest to „nadtłumaczenie”, które zniekształca oryginał.
Kolejnym negatywnym aspektem wydłużania jest zaburzenie rytmu utworu literackiego.
Uszlachetnianie
Kolejną z sił deformujących jest uszlachetnianie/wulgaryzacja. Berman zaznacza, że poprzez uszlachetnianie ma na myśli „poetyzację” w przypadku poezji i „retoryzację” w przypadku prozy. Retoryzacja ma na celu produkcję zdań „eleganckich” traktując tekst oryginału jako „surowiec”. Proces uszlachetniania przebiega zatem ze stratą po stronie oryginalnego tekstu. Stworzone zostaje tłumaczenie „czytelne”, nienaganne pod względem stylu, „uszlachetnione”, odpowiadające normom tzw. „retorycznej elegancji”. Jednocześnie jednak tekst ulega banalizacji, utracona zostaje jego oryginalna forma, „szlachetność” i złożoność, a najważniejszym elementem staje się „sens”.
Odwrotnością uszlachetniania jest wulgaryzacja. Przesadna wulgaryzacja tekstu, wynikająca z nadużywania języka „codziennego”, „pseudogwary” czy slangu, stanowi niewierność wobec tekstu oryginału, jak i zasad języka potocznego, czy cytując Bermana „języka chłopów” i „ścisłych kodów miejskiego slangu”.
Zubażanie jakościowe
Tendencja deformująca, która wpływa na tekst poprzez zastąpienie słów, zwrotów, zdań oryginału ich uboższymi odpowiednikami, uboższymi w aspekcie dźwiękowym i co za tym idzie znaczeniowym, oraz „ikonicznym”. (ikoniczne czyli takie, które „wywołuje wrażenie podobieństwa”, ikoniczny – „odnoszący się do ikony”)
Berman podaje dwa przykłady:
1. Słowo „motyl” jako przykład ikoniczności. To oznacza, że słowo samo w sobie nie przypomina motyla, ale swoimi właściwościami, np. dźwiękowymi wywołuje „wrażenie podobieństwa”.
2. Peruwiańskie słowo „chechumeca” przetłumaczone jako „prostytutka”. Zachowany zostaje sens, lecz utracona zostaje duża część czegoś co Antoine Berman nazywa „prawdą fonetyczno-znaczącą” danego słowa.

Tendencja zubażania jakościowego, poprzez brak kontroli, wpływa często nie tylko na pojedyncze słowa, ale na całość utworu, co w konsekwencji sprawia, że tracimy ogromną część znaczenia oryginału.
Zubażanie ilościowe
Innymi słowy „straty leksykalne”. Zmniejszanie masy tekstualnej dzieła, jego „obfitości”, będącej nieodłączną cechą prozy powieściowej.
Berman podaje przykład hiszpańskiego tekstu autorstwa Roberta Arlta, w którym użyte zostały 3 synonimy słowa „twarz” („semblante”, „rostro”, „cara”). Przełożenie ich wszystkich jako „twarz” stanowiłoby stratę leksykalną.
Niszczenie rytmu
Według Antoine’a Bermana powieść jest oparta na rytmie w równym stopniu co poezja. (Berman nazywa powieść „wielością rytmów”) W tym przypadku jednak poezja i teatr są bardziej podatne na deformacje niż proza.
Ten czynnik deformujący zaburza rytmikę, np. poprzez zmianę oryginalnej interpunkcji dzieła.
Niszczenie ukrytych sieci znaczeniowych
Każdy tekst literacki zawiera element nazwany przez Bermana ukrytą siecią znaczeniową, tekst „ukryty”, znajdujący się „pod powierzchnią”. Te ukryte łańcuchy znaczeń/signifiant stanowią podstawę rytmiki i decydują o znaczeniu tekstu. Deformacja wspomnianych sieci w procesie tłumaczenia lub ich całkowite pominięcie niszczy warstwę znaczeniową dzieła literackiego.
Niszczenie wewnętrznego usystematyzowania tekstu
Na wewnętrzne usystematyzowanie tekstu składają się, oprócz sieci znaczeniowych, także zastosowane przez autora konstrukcje zdaniowe. Czynniki deformujące takie jak, np. objaśnianie, racjonalizacja, wydłużanie, etc. wprowadzają do tekstu elementy, które niszczą system usystematyzowania dzieła. Konsekwencją tej deformacji jest przekład ujednolicony, który jednocześnie staje się mniej koherentny i „asystematyczny”.
Niszczenie sieci elementów rodzimych lub ich egzotyzacja
Zacieranie w przekładzie lokalnych dialektów, elementów autochtonicznych wykorzystywanych w dziełach prozatorskich to kolejna poważna deformacja tekstualna w stosunku do oryginału.
Tradycyjną metodą tłumaczenia elementów lokalnych jest egzotyzacja, która zachodzi na dwa sposoby:
1. Tłumacz wyodrębnia element obcy, używając, np. kursywy (zabieg typograficzny), lub podkreśla go poprzez skojarzenie z obrazem.
2. Wspomniane przez Bermana połączenie egzotyzacji z wulgaryzacją, oddając elementy autochtoniczne oryginału (np. lokalna gwara) ich odpowiednikami z języka przekładu.

Niszczenie zwrotów i wyrażeń idiomatycznych
Większość z wyrażeń idiomatycznych, w które obfitują dzieła prozatorskie zawiera znaczenie stosunkowo łatwo przekładalne na inne języki. Według Bermana zastępowanie zwrotów idiomatycznych ich odpowiednikami w języku przekładu jest dowodem etnocentryzmu prowadzącego do sytuacji, w której postacie, z podanego jako przykład opowiadania Tajfun Conrada, posługują się obcymi obrazami i skojarzeniami. Ekwiwalencja w takiej postaci narusza nieoczywiste znaczenie utworu literackiego. Używanie odpowiedników, np. w przypadku przysłów, nie jest tłumaczeniem, cytując Bermana: „przekład nie polega na poszukiwaniu ekwiwalencji”.
W każdym z nas istnieje pewna „świadomość przysłowia”, dlatego też czytając przekład jesteśmy w stanie rozpoznać w elemencie idiomatycznym podobieństwo do przysłowia rodzimego (bez konieczność stosowania przez tłumacza odpowiedników). Dzięki takiemu podejściu tylko korzystamy, wzbogacając i rozwijając język.
Zacieranie superpozycji języków
Ostatnią z tendencji deformujących wymienionych przez Antoine’a Bermana jest zacieranie superpozycji języków.
Tłumaczenie stwarza zagrożenie dla wspomnianej superpozycji języków poprzez zatarcie relacji występującej w oryginale między, np. językiem rodzimym a koiné, dialektami, czy językiem ukrytym a powierzchniowym. Berman jako przykład ekstremalny podaje aglutynację szesnastu języków w Finnegans Wake Jamesa Joyce’a.
Stawienie czoła temu problemowi jest możliwe, chociaż niezwykle trudne. Berman podaje przykłady:
1. Francuskie tłumaczenie Tirano Banderas jest przykładem porażki tłumacza. W tym przypadku tłumacz uzyskał jednorodny tekst francuski, podczas gdy oryginał zachowuję swoistą relację pomiędzy hiszpańskim z Półwyspu Iberyjskiego a jego latynoamerykańskimi odmianami.
2. Jako przykład udanego tłumaczenia i pokonania problemu zacierania superpozycji języków, Berman podaje Czarodziejską górę Tomasza Manna w tłumaczeniu Maurice’a Betza. Tłumaczowi udało się zachować właściwą dla dzieła heteroglosję (różnojęzyczność).

Zaproponowana przez Bermana analityka tłumaczenia powinna być odgraniczona od badań nad normami literackimi, społecznymi, czy kulturowymi, ze względu na ich historyczną zmienność i fakt, że dotyczą nie tylko do procesu tłumaczenia, ale całej aktywności pisarskiej. Przedmiotem zainteresowania owej analityki przekładu są „uniwersalia deformacji”, ściśle związane z procesem tłumaczenia. Fakt, że „uniwersalia deformacji” niekiedy pokrywają się z systemem norm pisarskich jest przypadkowy. Berman zauważa, że normy klasyczne nie są już obowiązujące, a mimo to czynniki deformujące wpływają na proces tłumaczenia i pozostają w konflikcie z nowo wytworzonymi normami pisarstwa i przekładu.
Berman nazywa tendencje deformujące historycznymi i argumentuje swoje stanowisko przytaczając fakt, że wszystkie wymienione tendencje odnoszą się do figury przekładu właściwej kulturze zachodniej, opracowanej na podstawie platonizmu. Od początku swojego istnienia, przekład właściwy dla kultury zachodniej jest, cytując Bermana: „upiększającym odtwarzaniem sensu i litery, treści i formy, widocznego i niewidocznego”. Każda z tendencji deformujących dąży do jednego celu, którym jest uzyskanie przekładu bardziej klarownego niż oryginał. Stanowi to niszczenie dzieła literackiego na rzecz odtwarzania sensu. Odtwarzanie sensu jest tylko jednym z aspektów przekładu literackiego.
Proponowana analityka przekładu zakłada istnienie figury przekładu, którą sam Berman nazywa „tłumaczeniem literalnym” (literalny u Bermana oznacza: „przywiązany do litery (dzieła)”, nie tylko sensu.) Antoine Berman postuluje, że lepszym rozwiązaniem od prostego przekazywania sensu jest właśnie praca nad literą, nad dziełem. W ten sposób tłumacz nie tylko oddaje zespół znaczeń utworu literackiego, czyli więcej niż sens, ale również rozwija i przekształca własny język.

### Krytyka przekładu
W swojej książce Pour une critique des traductions: John Donne (1995), Antoine Berman ustanawia podstawowe zasady krytyki przekładu literackiego, skupiając się przede wszystkim na praktycznych problemach procesu krytycznego. Berman przywiązuje szczególną wagę do produktywności krytyki przekładu, występując przeciwko tzw. „wojującej” krytyce.
Istnieją różne podejścia do tematu krytyki przekładu, podobnie jak istnieją różne teorie dotyczące procesu tłumaczenia. Dlatego też model zaproponowany przez Bermana, czyli „ścieżka analityczna”, podlega modyfikacjom w zależności od celów przyświecających krytykom przekładu i może zostać zastosowany w przypadku wszystkich standardowych rodzajów tekstu.
Skupiając się na praktycznych aspektach, zgodnie z modelem Bermana, krytyk powinien po pierwsze dokładnie zapoznać się z tekstem przekładu, bez znajomości oryginału (działanie to ma celu wykluczenie wszelkich uprzedzeń). Krytyka powinna podejść do przekładu jako zupełnie osobnego tekstu i spróbować określić jego funkcję, kontekst i styl. Następnym krokiem jest krytyczne przeczytanie tekstu i próba odnalezienia problematycznych fragmentów, które należy później dokładnie przeanalizować. Proces czytania przekładu zapewnia również zgromadzenie wystarczającej ilości materiału, niezbędnego w celu wskazania mocnych i słabych stron tłumaczenia w późniejszym porównaniu z tekstem oryginału.
Następnym krokiem jest przeczytanie oryginału. Tekst oryginalny powinien zostać zbadany pod kątem aspektów kulturowych, formalnych, stylistycznych, etc., które mogą okazać się problematyczne w procesie tłumaczenia. Po tym wstępnym badaniu oryginalnego tekstu, krytyk będzie w stanie przeprowadzić dogłębną analizę i dokonać oceny tłumaczenia.
Według Bermana niezbędna do przeprowadzenia udanej krytyki tłumaczenia jest szczegółowa wiedza na temat samego tłumacza: wykształcenie, zaplecze kulturowe, języki którymi się posługuje, dorobek tłumaczeniowy, etc. Wszelkie informacje, pomogą w lepszym zrozumieniu zastosowanych metod, wyborów i decyzji dokonanych przez tłumacza.
Ostatnim krokiem jest analiza porównawcza. Berman wyraźnie zaznacza, że krytyka przekładu nie powinna sprowadzać się wyłącznie do wytykania błędów. Zamiast tego krytyk ma za zadanie wskazać fragmenty, które sprawiły problem w tłumaczeniu oraz zaproponować ewentualne poprawki i lepsze rozwiązania dla danej porcji tekstu. W krytyce przekładu nie można również zapomnieć o zaletach danego tłumaczenia. Ostatecznie należy ocenić czy tekst przekładu spełnia swoją rolę w danej kulturze.
Celem tego podejścia do krytyki przekładu jest stworzenie obiektywnej i szczegółowej oceny tłumaczenia, z pożytkiem dla tłumaczy, teoretyków i badaczy przekładu, oraz samych czytelników.

## Wybrane publikacje
Swoje teorie dotyczące przekładu Antoine Berman przedstawił przede wszystkim w książkach:
1. L’épreuve de l’étranger: Culture et traduction dans l’Allmagne romantique (1984)
2. Lettres à Fouad El-Etr sur le romanticisme allemand (1991)
3. Pour une critique des traductions John Donne (1995)
4. La traduction et la lettre, ou l’auberge du lointain (1999)
5. L'âge de la traduction. "La tâche du traducteur" de Walter Benjamin, un commentaire. (2008)